# Jewhen Adamzewytsch
Jewhen Oleksandrowytsch Adamzewytsch (ukrainisch Євген Олександрович Адамцевич, wiss. Transliteration Jevhen Oleksandrovyč Adamcevyč; * 1. Januar 1904 in Solonyzja (Lubny); † 19. November 1972 in Cholmiwka, Rajon Bachtschyssaraj, Autonome Republik Krim) war ein ukrainischer Bandurist, Autor des Saporoger-Marsches.

## Leben und Wirken
Jewhen Adamzewytsch erblindete als Kleinkind infolge einer Windpockenerkrankung. Nach einer kurzen Ausbildung an der Blindenschule in Kiew zog er nach Romny. Dort erhielt er Geigenunterricht, später lernte er Klarinette, und 1925 begann er seine Ausbildung im Banduraspiel bei Musij Petrowytsch Oleksijenko.
1926 schrieb Adamzewytsch den Saporoger Marsch, wobei er einen authentischen Kosaken-Marsch, den er von Kobsar Iwan Polozhij gehört hatte, mit einem selbst komponierten Hauptteil in Dur ergänzte.
1927 leitete er ein Bandura-Ensemble in Romny und trat dann der Bandura-Kapelle in Myrhorod bei. Nach seiner Heirat mit Lidija Paradas begann er Soloauftritte. Die Ehefrau wurde zu seiner Begleiterin und Assistentin. Die Familie zog drei Töchter auf. In den 1930er Jahren wurde Adamzewytsch Zeuge des Roten Terrors, der sich gegen die Kobsaren und Bandura-Spieler ausbreitete. 1939 wurde der Bandurist zum republikanischen Treffen der Kobsars und Lyra-Sänger in Kiew eingeladen. Im darauffolgenden Jahr nahm er am All-Unionstreffen der Volkssänger in Moskau teil.
Adamzewytsch arrangierte ukrainische Volkslieder, sammelte Folklore und schuf eigene Kompositionen. Er interpretierte Lieder nach Texten von Taras Schewtschenko, Oleksandr Oles, Mykola Woronyj, Dmytro Sahul und Pawlo Hrabowskyj und Pierre-Jean de Béranger. In seinen patriotischen Liedern rief er zum Kampf für die Freiheit und die Unabhängigkeit der Ukraine auf. 1949 wurde Jewhen Oleksandrowytsch für viele Jahre das Recht entzogen, auf professionellen Bühnen aufzutreten. Seitdem sang er vor allem auf Marktplätzen in den Dörfern der Bezirke Romny, Lypowodolyn und Nedryhajlo. Er wurde von den sowjetischen Behörden verfolgt und immer wieder von den Märkten vertrieben. Ende der 1960er trat mit anderen Kobsaren in den Regionen Iwano-Frankiwsk, Ternopil und Lwiw auf. In den Sommern 1971 und 1972 spielte Adamzewytsch am Grab von Taras Schewtschenko in Kaniw.
Im Herbst 1972 siedelten Jewhen Adamzewytsch und seine Frau zur Tochter auf die Krim über. Dort im Cholmiwka starb der 68-jährige Bandurist am 19. November und wurde auf dem Dorffriedhof beigesetzt.